# Фетальный алкогольный синдром
Фетальный алкогольный синдром (ФАС), также синонимы: алкогольный синдром плода (АСП), алкогольная эмбриофетопатия, эмбриональный алкогольный синдром, фетальные алкогольные эффекты — объединяет различные как по сочетанию, так и по степени выраженности отклонения в психофизическом развитии ребёнка, причиной которых является употребление женщиной алкоголя до и во время беременности.

## Характеристика
ФАС — это сочетание врождённых психических и физических дефектов, которые впервые проявляются при рождении ребёнка и остаются у него на всю жизнь. Это пожизненное нарушение, которое не проходит с возрастом.
ФАС является главной причиной нарушений умственного развития, которые можно предотвратить.
ФАС включает аномалии в трёх различных областях:
1. Пороки развития мозга и болезни центральной нервной системы: неврологические заболевания, умственная отсталость, нарушения поведения, нарушения интеллекта, аномалии структуры мозга;
2. Пренатальный и/или постнатальный дефицит роста и веса.
3. Специфические особенности строения лица и черепа:
  - короткая и узкая глазная щель,
  - широкая плоская переносица,
  - сглаженный губной желобок,
  - тонкая верхняя губа (кайма верхней губы),
  - микроцефалия,
  - эпикантус,
  - гипоплазия верхней или нижней челюсти,
  - расщепление нёба,
  - микрогнатия.

Наблюдаются также аномалии суставов, изменения рисунка ладонных складок, врожденные пороки сердца, аномалии наружных половых органов, капиллярные гемангиомы, нарушения тонкой моторики. Степень выраженности коррелирует с тяжестью алкоголизма матери.
Дети с ФАС:
- отстают в росте и весе
- имеют характерные особенности лица — лицевые аномалии
- могут иметь проблемы со слухом и зрением
- хуже обучаются элементарным вещам
- имеют проблемы с памятью и вниманием и трудности в обучении в школе
- хуже контролируют свои эмоции и своё поведение
- могут нуждаться в специальных педагогах и обучении в специальных школах
- часто недостаточно осознают последствия своих поступков
- могут совершать асоциальные поступки
- всю жизнь нуждаются в социальной защите и медицинском сопровождении

Неизвестно, что влияет в большей степени на нарушение: количество, частота или время употребления алкоголя. Даже если дородовое воздействие алкоголя не приведёт к ФАС, врачи рекомендуют полностью воздержаться от спиртных напитков во время беременности. При меньших дозах алкоголя ребёнок может иметь не все, но многие симптомы ФАС.

## Биохимические механизмыформирования внутриутробной зависимости
Метаболизм человека изменяется при изменении характера питания в среднем через 2-4 недели. Под действием наркотических веществ возникает зависимость, которая может проявляться в разных формах — вплоть до абстинентного синдрома.

## Эпидемиология
Распространённость ФАС составляет от 0,2 до 2 на 1000 живорождённых в США, менее выраженные фетальные алкогольные эффекты встречаются гораздо чаще: 10 на 1000 живорождённых. В некоторых группах населения в США, где распространены традиции употребления алкоголя, распространённость ФАС составляет от 3,0 до 5,6 на 1000 живорождённых. В семьях, где есть один ребёнок с ФАС, у последующих детей заболевание встречается в 771 случаев на 1000 живорождённых . Если мать страдает алкоголизмом и продолжает употреблять во время беременности, то вероятность рождения ребёнка с ФАС у неё примерно 25-45 %
При активном выявлении детей, страдающих ФАС при обследовании детей в школах, ФАС был диагностирован в 3,1 на 1000 учащихся. В странах с большим потреблением алкоголя и ограниченными знаниями о влиянии алкоголя на плод процент детей с ФАС может быть существенно выше. При исследовании детей в школах в Италии ФАС был выявлен в 3,7 до 7,4 случаях на 1000 детей и ФАСН в 23-41 случаях на 1000. Наиболее высокая распространённость в настоящее время была выявлена при исследовании детей в школах в Южной Африке. От 40,5 до 46,4 на 1000 детей 5-9 лет страдали ФАС.
Эпидемиологических данных о частоте ФАС и ФАСН у России нет. Обследование педиатрами 2352 детей в специальных сиротских приютах г. Москвы (83 % от числа детей, находящихся в этих учреждениях) было выявлено 186 (7,9 %) детей с ФАС. В специализированном неонатологическом стационаре в 2015 году грудные дети с ФАС составили 3,5 %. Исследование, проведённое в домах ребёнка в Мурманске, показало, что 13 % детей имели ФАС и у 45 % детей отмечались нарушения фетального алкогольного спектра. Исследование распространённости ФАС в условиях обсервационного родильного дома показали, что частота диагностирования ФАС на 1000 живорождённых составила в этом учреждении: в 2003 году — 2,7, в 2004 году — 1,17; в 2005 году — 3,62. Изучение динамики заболеваемости в домах ребёнка г. Санкт-Петербурга показало, что ФАС составлял в 2000 г. — 9,3 %; в 2001 г. — 8,7 %; , в 2002 г. — 9,0 %; , в 2003 г. — 7,0 %; в 2004 г. — 7,3 %.

## Последствия
Опасная предрасположенность возникает у детей тех матерей, которые регулярно принимали спиртное в период беременности. Потребность, если не поддерживается после рождения, со временем угасает, однако в случае употребления спиртного восстанавливается иногда очень быстро — после нескольких приемов.
Считают, что так называемый мгновенный алкоголизм, то есть стремительное появление пристрастия к спиртному — следствие внутриутробной алкогольной интоксикации.
Таким образом установлено, что женщины, пьющие и курящие (даже умеренно) во время беременности и в период кормления, наносят вред своим детям.

## Профилактика
Основой предотвращения фетального алкогольного синдрома является скрининг всех женщин детородного возраста, направленный на выявление риска воздействия алкоголя на плод. Скрининг позволяет выявить тех, кто находится в группе риска, а затем использовать соответствующие методы консультирования для уменьшения или прекращения употребления алкоголя до зачатия.
Скрининг женщин, направленный на выявление алкогольных проблем, может быть включен в обычную работу врача или среднего медицинского персонала и проводиться с помощью анкетирования или опросов.
Женщинам, зависимым от алкоголя, следует рекомендовать специализированное лечение. Для женщин, находящихся в зоне риска, целесообразно использовать краткосрочные вмешательства.
Врачи, как правило, не считают, что они должны каким-либо образом затрагивать в беседе с пациентками вопрос употребления алкоголя. Однако, многие специалисты встречаются в своей практике со значительным числом женщин детородного возраста, и вопросы здоровья женщины и её ребёнка занимают значительное место в их работе.
Результаты исследования, проведённого в Санкт-Петербурге и Нижнем Новгороде (опрос более 700 женщин детородного возраста) , показали, что врачи (особенно врачи-гинекологи) являются для женщин наиболее значимым источником информации о здоровье и беременности: женщины склонны следовать их советам и в большей степени доверяют врачу по сравнению с такими источниками информации, как СМИ, специальная литература, реклама, близкие и друзья.
Исследования, проведённые в ряде стран, также выявили, что даже краткое вмешательство врача уменьшает употребление алкоголя пациентками и существенно снижает заболеваемость ФАС и ФАСН. Выяснилось, что даже пятиминутное вмешательство (совет врача) по поводу употребления алкоголя оказалось не менее эффективно, чем длительная беседа.
Исследования показывают также, что эффективность врача в работе с алкогольной проблемой зависит от времени, приоритетов в работе, понимания своей ответственности за здоровье пациента, представлений о влиянии алкоголя, а также от навыков и уверенности в возможностях своего влияния на пациента.
Проводя краткосрочное вмешательство по поводу употребления алкоголя женщиной, врач может предотвратить необратимые врождённые нарушения и инвалидность ребёнка.

## История исследования
Первое научное описание нарушений у детей вследствие влияния алкоголя на плод было дано P.Lemoine , которые обследовали 127 детей, матери которых страдали алкоголизмом, и описали нарушения, часто встречавшиеся в этой группе. В 1973 году K.L.Jones впервые систематически описали специфические особенности нарушений у детей, матери которых злоупотребляли алкоголем во время беременности и дали название такому специфическому паттерну нарушений — Фетальный Алкогольный Синдром. Это положило начало исследованиям и разработке специализированной помощи и профилактики в США и других странах. На сегодняшний день имеется значительное число научных и практических публикаций по данному вопросу как в медицинской литературе, так и в смежных дисциплинах.

## ФАС в России
Исследования, проведённые в Санкт-Петербурге и Нижнем Новгороде, показали, что беременные женщины и небеременные женщины детородного возраста не обладают необходимой информацией о негативном влиянии алкоголя на плод, а также не имеют жёстких (запрещающих) установок в отношении употребления алкоголя во время беременности. Многие женщины полагают, что употребление небольшого количества качественного алкоголя (в частности, сухого красного вина) при нормальном течении беременности после 12 недель «не нанесет вреда, а может быть даже и полезным». Результаты исследования также показали, что врачи не уделяют должного внимания проблеме употребления алкоголя женщинами детородного возраста и беременными женщинами и практически не затрагивают эту тему на приеме, ограничиваясь, как правило, лишь самым общим формальным вопросом о вредных привычках. В большинстве своем гинекологи, педиатры и врачи других специальностей, не связанные прямо с лечением алкоголизма, не имеют навыков корректного обсуждения с женщинами темы употребления алкоголя, не владеют методами скрининга группы риска, а также не имеют четких представлений о критериях выделения этих групп.
В настоящее время норма потребления алкоголя в России является одной из самых высоких в мире и существенно превышает тот уровень потребления абсолютного алкоголя в год, выше которого употребление алкоголя представляет серьёзный риск для здоровья. Уровень употребления алкоголя женщинами детородного возраста также является высоким. Результаты исследования, проведённого в Санкт-Петербурге и Нижнем Новгороде, показали, что большинство небеременных женщин употребляют алкоголь (86 % женщин в Санкт-Петербурге и 93 % в Нижнем Новгороде и области) и 20 % беременных женщин также сообщили об употреблении ими алкоголя во время беременности